# Los Negros
Los Negros fue el principal brazo armado del cártel de los Beltrán Leyva en México. Los Negros se formaron para apoyar al cartel de Sinaloa y hacer frente a las operaciones del Cártel del Golfo y Los Zetas, pero a partir del rompimiento entre los Beltran y el Chapo, Los Beltran y Los Negros se aliaron a Los Zetas. El grupo criminal estaba dirigido por Édgar Valdez Villarreal "La Barbie" y supervisado por los hermanos Beltrán Leyva. Los Negros también emplearon bandas como la Mexican Mafia y la MS-13 para llevar a cabo asesinatos y otras actividades ilegales. El grupo estuvo involucrado en la lucha contra los Zetas en la región de Nuevo Laredo por el control del corredor de tráfico de drogas. 
Su zona de operaciones comenzó en Tamaulipas, y más tarde amplió su influencia a Nuevo León y los estados de Coahuila. también se ha podido observar sus operaciones en San Luis Potosí, Veracruz, Michoacán, Guerrero, Zacatecas, Morelos y Sonora.
Tras la captura de Edgar Valdez Villarreal en 30 de agosto de 2010, se han dividido en diferentes grupos independientes como Cártel Independiente de Acapulco y La Barredora en el Estado de Guerrero y La Mano Con Ojos y Cártel del Centro en Estado de México.

## Personas que han sido relacionadas con Los Negros
- Édgar Valdéz Villareal, alias "La Barbie", (Líder del grupo hasta su arresto)[4][5]
- José Jorge Balderas Garza alias "jj" (agresor del exfutbolista Salvador Cabañas)[6]
- José Gerardo Álvarez Vázquez, alias "El Indio" (Exmiembro de Los Negros)[7]